# Serrat des Broncalars
El Serrat des Broncalars és un serrat del terme municipal de Conca de Dalt, en el seu antic terme de Toralla i Serradell, en territori del poble de Rivert.
És al nord-est de Rivert i forma el contrafort sud-occidental del Serrat de les Forques. És a l'esquerra del barranc del Barri i del barranc de Ruganyers. En el seu extrem sud-oest es troba la Costa Pelada.